# Río Tacuarembó
Le río Tacuarembó est une rivière d'Uruguay et l'affluent droit principal du río Negro, donc un sous-affluent du fleuve l'Uruguay.

## Géographie
Il prend sa source dans le nord du département de Rivera et coule ensuite en direction du sud en baignant la ville de Tranqueras. Une partie de son cours sert de límite entre les départements de Rivera et de Tacuarembó. Il traverse ce dernier du nord au sud, puis se jette dans le río Negro en rive droite, à la frontière entre les départements de Tacuarembó et de Durazno. 
Le bassin versant de la rivière a une surface de plus ou moins 15 800 km2.

## Hydrométrie - les débits à Paso de la Laguna
Le débit du río Tacuarembó a été observé pendant 11 ans (1978-1988) à Paso de la Laguna, localité située non loin de son confluent avec le río Negro. 
À Paso de la Laguna, le débit annuel moyen ou module observé sur cette période a été de 226 m3/s pour une surface prise en compte de 15 715 km2, soit la quasi-totalité du bassin versant.
La lame d'eau écoulée dans le bassin versant de la rivière atteint ainsi le chiffre de 454 millimètres par an, ce qui peut être considéré comme élevé.
Le río Tacuarembó apparait comme un cours d'eau abondant et assez bien alimenté en toutes saisons, mais qui présente deux saisons bien marquées.  
Les hautes eaux, correspondant à l'hiver et au printemps austral, se déroulent de juin à octobre inclus. Dès le début du mois de décembre, le débit de la rivière baisse fortement, mais garde en moyenne un débit satisfaisant durant la saison des basses eaux qui a lieu de décembre à février.
Le débit moyen mensuel observé en janvier (minimum d'étiage) atteint 89,4 m3/s, soit plus ou moins quatre fois moins que le débit moyen du mois d'août (352 m3/s), ce qui témoigne de l'amplitude relativement modérée des variations saisonnières. Sur la période d'observation de 11 ans, le débit mensuel minimal a été de 10 m3/s, tandis que le débit mensuel maximal s'est élevé à 1 156 m3/s.